# Провулок Челюскінців (Мелітополь)
Провулок Челюскінців — проїзд в Мелітополі на Червоній Гірці. Починається від вулиці Лермонтова, а закінчується, поєднуючись з вулицею Челюскінців і виходячи на вулицю Героїв Крут.

## Назва
Провулок названий на честь челюскінців — учасників наукової експедиції на чолі з академіком О. Ю. Шмідтом, які в 1933—1934 роках здійснювали плавання в Північному Льодовитому океані на радянському пароплаві «Челюскін».
Поруч знаходяться однойменні вулиця Челюскінців і проїзд Челюскінців.

## Історія
Перша відома згадка провулка датується 17 січня 1939 року.